# Rudi Tröger
Rudolf „Rudi“ Tröger (* 12. Oktober 1929 in Marktleuthen) ist ein deutscher Maler und Hochschullehrer. Er war von 1967 bis 1992 Professor für Malerei an der Akademie der Bildenden Künste in München.

## Leben
Von 1946 an erhielt Tröger in seinem Heimatort Marktleuthen Mal- und Zeichenunterricht durch den Kunstmaler Wilhelm Beindorf. Durch diese frühen Studienjahre wurde ihm eine erste künstlerische Ausbildung zuteil. Tröger erinnert sich: „Für mich Sechzehnjährigen war diese Zeit ein Geschenk, sie war anregend und wichtig.“ „Beindorf lebte zurückgezogen, ein stiller, freundlicher, umfassend gebildeter Mann, der seine Arbeit geliebt hat. Tagsüber hat er im Atelier gearbeitet und nachts an seinen Büchern geschrieben“, so Tröger über seinen frühen Lehrer.
Im Jahr 1949 zog Tröger nach München und studierte dort bis 1957 an der Akademie der Bildenden Künste bei Hans Gött und Erich Glette. Seit diesen Jahren ist er als freischaffender Maler tätig. Im Jahr 1967 wurde er selbst als Professor an die Akademie der Bildenden Künste in München berufen und lehrte hier bis 1992 insgesamt 25 Jahre lang. Studenten bei ihm waren unter anderem Peter Casagrande, Wolfgang Eberlein, Cornelia Eichacker, Paul Havermann, Martin Gensbaur, Christoph Kern, Gerhard Merz, German Stegmaier, Horst Thürheimer und Richard Vogl. Im Jahr 1977 wurde Tröger zum ordentlichen Mitglied der Bayerischen Akademie der Schönen Künste gewählt.
Erst relativ spät trat er mit seinen eigenen Werken auch an die Öffentlichkeit: im Jahr 1977 präsentierte er in einer ersten Ausstellung eigene Bilder und Zeichnungen der Jahre 1963 bis 1976. Hermann Kern, der spätere Direktor im Haus der Kunst in München, organisierte die Schau im Kunstraum München. Seit den 1980er Jahren wird Tröger durch die Münchner Galerie Fred Jahn vertreten. In den 1990er und 2000er Jahren folgten daraufhin zahlreiche deutschlandweite und internationale Ausstellungen, unter anderem in München, Berlin, Zürich, St. Petersburg und New York. Seit dem Jahr 2006 schmücken zehn große Gartenbilder des Künstlers den Hubertussaal in Schloss Nymphenburg in München.
Tröger lebt und arbeitet seit den 1970er Jahren in Westerholzhausen, einem Ortsteil von Markt Indersdorf, im Dachauer Land nordwestlich von München.

## Künstlerisches Werk
„Es sind die Sujets von Landschaft, Bildnis und Stillleben, welche sich Rudi Tröger seit Beginn der Sechzigerjahre zur Aufgabe gemacht hat. Klassische Themen, die seine Arbeit bis heute bestimmen“, fasst der Kunsthistoriker Michael Semff das Œuvre Trögers zusammen. Zudem ist der Künstler für seine Werkgruppe der Badebilder bekannt. Die Übergänge zwischen den einzelnen Gattungen sind fließend. Stillleben werden in seinen Werken sich teils vor Landschaften befindend dargestellt, Gartenbilder weisen einen offenen Übergang zu weiten Landschaften auf. Seine Malerei wird dabei sowohl als gegenständlich, als auch als expressiv, sowohl als realistisch, als auch als abstrakt beschrieben. Insofern lässt sich Tröger nur schwer einer bestimmten Kunstrichtung zuordnen. Die Kunsthistorikerin Bärbel Schäfer bezeichnet Tröger als Grenzgänger zwischen den Welten: Seine Kunst beschwöre Poesie und Melancholie, schildere Schönheit und zerbrochene Illusionen, drücke neben der Harmonie das Einsame und Verlorene des Menschen, seine Ausgesetztheit in der Welt aus.
Tröger favorisiert die zurückgezogene Arbeit als Künstler und intensive Auseinandersetzung mit dem Malprozess und scheut die große Bühne des Kunstbetriebs. So ist Tröger der Entstehungsprozess seiner Werke grundsätzlich wichtiger als das Resultat. Ein relativ abgeschlossenes Bild könne durch kleinste Veränderungen wieder neu angetrieben werden; es müsse so lange angetrieben werden, bis es sich allein bewege, so Tröger. Bildthemen wie Stillleben, Landschaften und Badefiguren des französischen Malers Paul Cézanne beeinflussten sein künstlerisches Wirken ebenso wie die Arbeiten von Adolf Hölzel und Oskar Coester. Das sich Mitte der 1950er Jahre entfaltende Informel nahm Tröger zwar wahr, ließ sich davon jedoch nicht ablenken und setzte seinen eigenen Weg als Künstler unbeirrt fort. In den Jahren von 1965 bis 1968 entstand neben der Malerei ein nicht minder beachtliches druckgraphisches Werk.
Tröger selbst legt Wert darauf, die Dinge, die er in seinen Werken wiedergibt und darstellt, nicht einzeln für sich zu betrachten, sondern stets in Bezugnahmen und gegenseitigen Abhängigkeiten. Demnach schwinge alles in Beziehung zueinander, so Tröger. Sein Schaffensprozess ist geprägt von wiederholten Überarbeitungen und Unterbrechungen, stets kritisch auf der Suche, Bildausdehnung zu definieren und Bildraum darzustellen. Nicht die Gegenständlichkeit für sich genommen interessiert Tröger, sondern die Metamorphose eines Seherlebnisses in eine Bildidee.

## Ehrungen und Mitgliedschaften
- 1955: ars viva[10]
- 1977: Ordentliches Mitglied der Bayerischen Akademie der Schönen Künste[3]
- 1993: Kunstpreis der Landeshauptstadt München[3]
- 1993: Friedrich-Baur-Preis für Bildende Kunst[3]
- 2013: Kulturpreis Bayern für Malerei[11]

## Werke in Sammlungen
Zahlreiche Werke des Künstlers befinden sich im Besitz öffentlicher Häuser, wie der Pinakothek der Moderne, der Staatlichen Graphischen Sammlung in München (Bayerische Staatsgemäldesammlungen) und der Städtischen Galerie im Lenbachhaus in München. Auch das British Museum in London, Vereinigtes Königreich, das Saint Louis Art Museum in Saint Louis, USA und das Museum of Modern Art in New York, USA verfügen über Lithographien und Radierungen des Künstlers.
Darüber hinaus sind die Werke Trögers in renommierten Privatsammlungen vertreten, wie in der ehemaligen Kunstsammlung des deutsch-amerikanischen Geschäftsmanns Walter Bareiss, der Kunstsammlung von Christian Graf Dürckheim und der Sammlung S. K. H. Herzog Franz von Bayern, der die Werke Trögers als „zu den wichtigsten Kunstwerken seiner Sammlung“ gehörend bezeichnet.

## Ausstellungen
- 1977: Bilder und Zeichnungen 1963 bis 1976. Kunstraum, München
- 1983/1984: Bilder und Zeichnungen 1982 bis 1983. Galerie Tanit, München
- 1985: Druckgraphik 1965 bis 1968. Galerie Fred Jahn, München
- 1987: Zeichnungen 1957 bis 1985. Städtisches Museum Leverkusen, Schloss Morsbroich
- 1987: Druckgraphik. Städtische Galerie im Cordonhaus, Cham
- 1988: Bilder 1959 bis 1987. Villa Stuck, München
- 1989: Rudi Tröger. Bayerische Akademie der Schönen Künste, München
- 1990: Wasserfarben 1963 bis 1967. Galerie Jahn und Fusban, München
- 1993: Badebilder. Galerie Fred Jahn, München
- 1993: Figuren und Stilleben in der Landschaft. Bilder, Zeichnungen und Grafiken. Galerie Zell am See, Schloss Rosenberg, Österreich
- 1994: Bildnisse. Bayerische Akademie der Schönen Künste, München
- 1994: Bilder 1963 bis 1993. Galerie im Rathaus, Kulturreferat der Landeshauptstadt, München
- 1994: Landschaftsbilder. Galerie Fred Jahn, München
- 1994: Druckgraphik 1964 bis 1968. Neue Galerie, Dachau
- 1994: Gemälde. Tiroler Kunstpavillon, Innsbruck, Österreich
- 1994: Zeichnungen. Galerie im Stadtturm, Innsbruck, Österreich
- 1995: Rudi Tröger und Katharina von Werz. Saint Petersburg Stieglitz State Academy of Art and Design, Sankt Petersburg, Russland
- 1996: A Personal History in Portraits 1963 bis 1993. Nolan / Eckman Gallery, New York, USA
- 1997: Bildnisse und Figuren 1963 bis 1993. Galerie Fred Jahn, München
- 1999: Arbeiten auf Papier. Staatliche Graphische Sammlung, München
- 1999: Arbeiten auf Papier. Galerie Zell am See, Schloss Rosenberg, Zell am See, Österreich
- 1999: Wasserfarben 1995 bis 1997. Galerie Fred Jahn, München
- 2000: Radierungen und Lithographien. Galerie Fred Jahn Studio, München
- 2002: Stilleben 1963 bis 2002. Galerie Fred Jahn, München
- 2004: Pastelle. Galerie Fred Jahn, München
- 2006: Gartenbilder. Kunstmuseum Dieselkraftwerk, Cottbus
- 2006: Gartenbilder. Bayerische Akademie der Schönen Künste, München
- 2006: Bilder und Gouachen. Völcker & Freunde, Berlin
- 2007: Bilder und Arbeiten auf Papier. Galerie Josephski – Neukum, Issing am Ammersee
- 2008/2009: Zeichnen und Malen. Galerie Rolf Ohse, Bremen
- 2009: Heinz Butz und Rudi Tröger. Galerie Lelong, Zürich, Schweiz
- 2010: Bilder und Arbeiten auf Papier 1958 bis 2008. Schönewald Fine Arts, Düsseldorf
- 2010: Rudi Tröger. Galerie Maier, Innsbruck, Österreich
- 2010/2011: Maler der Akademie. Bayerische Akademie der Schönen Künste, München
- 2012: Bildnisse 1960 bis 2000. Galerie Fred Jahn, München
- 2013: Werke 1960 bis 2012. Schloss Dachau, Dachau
- 2014: Blumenbilder. Galerie Fred Jahn, München
- 2016: Bilder 1960 bis 2016. Karl & Faber, München und Galerie Fred Jahn, München
- 2018: Rudi Tröger. Galerie Michael Haas, Berlin[6][7]
- 2019: Rudi Tröger. Malerei 1956–2018. Galerie Jahn und Jahn, München
- 2021: Julius Heinemann, Rudi Tröger. Silent Encounter. Galerie Jahn und Jahn, München
- 2023: Rudi Tröger. Ausblicke und Innenschau, Kunsthaus Kaufbeuren[16][17]